# Dongfeng Renault
Dongfeng Renault Automobile Company (DRAC) ou Dongfeng Renault est une coentreprise fondée en 2013 et détenue à parts égales entre les constructeurs automobiles chinois Dongfeng Motor Corporation et français Renault. L'objectif étant de produire et de vendre des véhicules portant le badge Renault en Chine pour le marché local et l'international. La coentreprise est issue de « Sanjiang Renault », un précédent partenariat entre Renault et Sanjiang Space établi en 1993. Renault s'est retiré de la coentreprise en avril 2020.

## Histoire

### Sanjiang Renault
En 1993, Renault et Sanjiang Space Group créé une coentreprise de fabrication à Xiaogan appelée Sanjiang Renault Automotive Company,. Renault détient 45% de la joint-venture et Sanjiang 55%. En 1995, l'entreprise se lance dans l'assemblage de Renault Trafic. Le partenariat s'est avéré infructueux, et Sanjiang Renault n'a assemblé que 4 906 unités avant d'arrêter la production en 2003 ou 2004.

### Dongfeng Renault
Les pourparlers avec Dongfeng ont commencé en 2004 ou 2003 à peu près au même moment, la production s'est arrêtée dans le cadre de l'échec du partenariat Sanjiang-Renault. Dans le cadre des accords de Dongfeng avec Nissan, les trois sociétés sont convenues de créer à terme ce qu'on appelle un « triangle d'or » de collaboration à trois. En juin 2013, Dongfeng a acquis la participation de 55 % dans Sanjiang Renault auprès de son ancien partenaire chinois, renommant l'entité juridique Dongfeng Renault Automobile Company. Renault a signé le 16 décembre 2013 la création d'une coentreprise à parts égales après avoir obtenu l'approbation finale du gouvernement chinois.
Dongfeng Renault n'a vendu que 18 607 voitures en 2019 et a enregistré une perte d'exploitation de plus de 1,5 milliard de yuans (212 millions de dollars). En avril 2020, à la suite de mauvaises ventes, Renault a annoncé qu'il se concentrerait sur les véhicules utilitaires et électriques destinés au marché chinois. En août 2020, l'entreprise Dongfeng Renault a été officiellement dissoute et Renault a transféré sa participation à Dongfeng. Les opérations ont été rebaptisées Dongfeng Motor (Wuhan) Co., Ltd.,

## Opérations
Dongfeng Renault était chargé des ventes de Renault en Chine. L'usine Dongfeng Renault a été construite à Wuhan et a démarré sa production en février 2016. Sa production est alors estimée à 150 000 véhicules par an. Les installations de Renault à Wuhan comprenaient également un atelier moteurs et un centre de recherche et développement.La production s'est concentrée sur des modèles de type crossover et SUV.

### Gamme de modèles

#### Modèles produits par Dongfeng-Renault

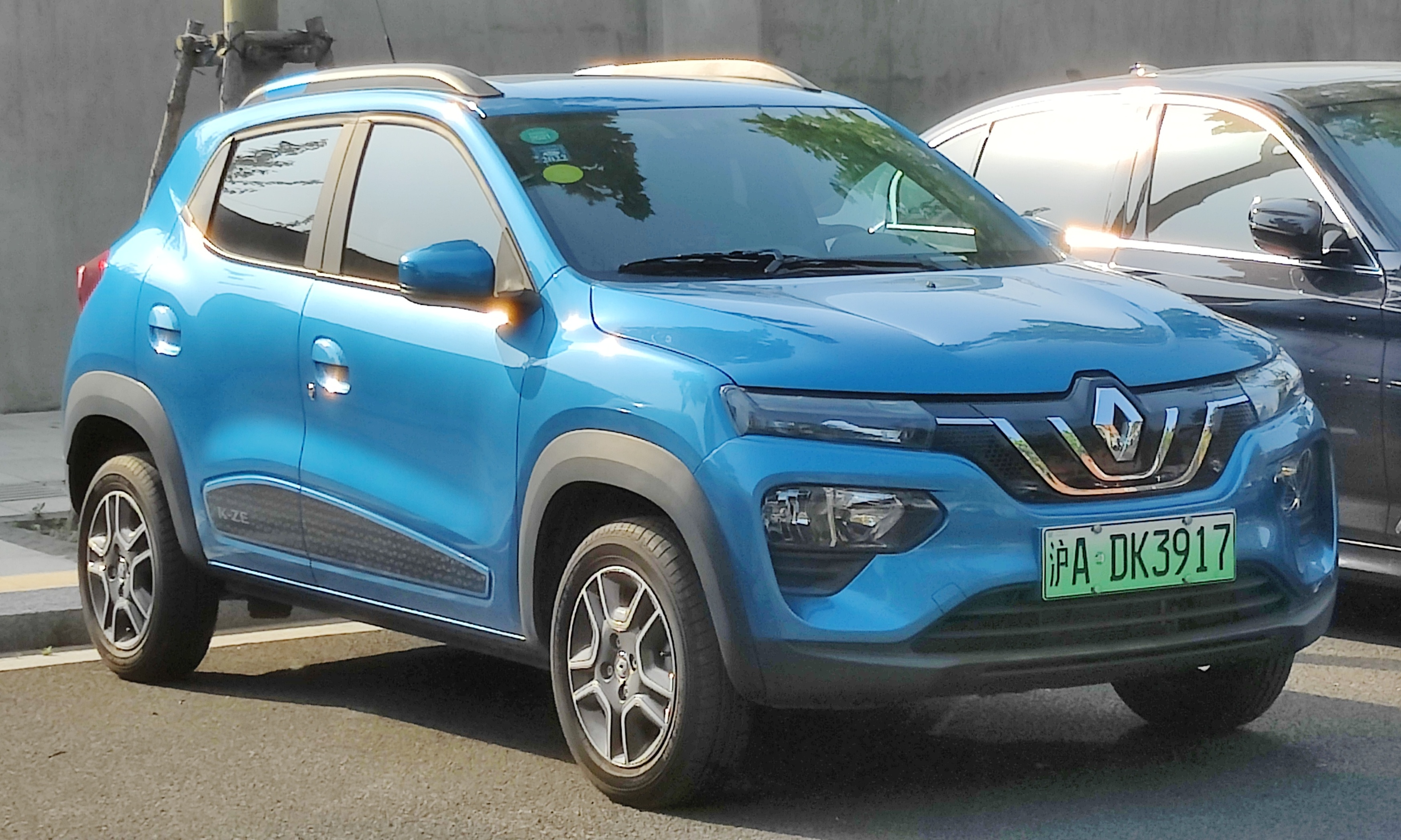
Donfeng-Renault City K-ZE

- Renault Koleos II (2016–2020)[10]
- Renault Kadjar (2016–2020)[9]
- Renault City K-ZE (2019-2020)[11]
- Renault Captur II (2019-2020)

#### Modèles importés en Chine par Renault
- Renault Clio II
- Renault Mégane II
- Renault Scénic I
- Renault Scénic II
- Renault Scénic III[12]
- Renault Laguna III[13]
- Renault Fluence (2010-2018)
- Renault Latitude (2010-2018)
- Renault Talisman (2012-2017)
- Renault Koleos I (2010-2016)
- Renault Captur I (2013-2019)
- Renault Megane III R.S. (2013-2018)
- Renault Espace IV (2018-2020)